# Yashmina Shawki
Yashmina Shawki, nascuda a Vigo el 1967, és una historiadora, periodista, conferenciant i escriptora gallega especialitzada en l'Pròxim Orient i, en concret, en ell poble kurd.

## Biografia

### Primers anys
Nascuda a Vigo, és filla de mare gallega i pare iraquià, i va viure els seus primers anys a Bagdad, (Iraq), fins que va tornar a Vigo per realitzar els estudis primaris. Amb catorze anys va tornar a Bagdad a cursar a l'educació secundària, i va retornar a Vigo a causa de la inseguretat del país.
És llicenciada en Dret (1992) i en Història Contemporània (1993) per la Universitat de Santiago de Compostel·la.

### Periodisme
Va començar a la seva activitat com a periodista com a articulista d'opinió a El Correo Gallego el 1996, passant a Atlántic Diario el 1998, i a La Voz de Galicia el 2001.
Col·labora a Radio Voz des del 2004, des del 2010 al programa Despierta Galicia. Participa regularment al programa Galícia por diante de la Ràdio Galega, així com a la TVG en programes com Foro Alberto, A Chave, o Volver ao Rego .

## Obra
Compta amb obra tant en castellà com en gallec.

### Novel·les
- Baghdad, a un paso del infierno. (2017, Terra Ignota Ediciones)
- Fundación libélula. (2011, Edicións Xerais de Galicia)
- Kurdos, destino libertad. (2007, Ineditor).

### Assaig
- El despertar árabe, ¿sueño o pesadilla? (2013, USC Editora) ISBN 978-84-1587-607-6.
- "Armenios e curdos fronte ao novo imperio otomán"Arxivat 2021-03-18 a Wayback Machine. en O Mundo en Galego. Instituto Galego de Análise e Documentación Internacional (IGADI), p. 56 (gallec).

### Contes
- Contos ao carón da lareira. (2007, Nova Galicia Edicións).